# La Boussole (groupe)
Pour les articles homonymes, voir Boussole (homonymie).
La Boussole est un collectif de hip-hop français, originaire du Havre, en Seine-Maritime. Il compte plusieurs groupes et artistes de la scène hip-hop havraise. La majorité des artistes sont issus du même quartier : le quartier Mont-Gaillard, au Havre.
Le groupe possède son propre label, Din Records, depuis 2002 produisant les albums des différents artistes. Din Records est totalement indépendant et autogéré par les artistes eux-mêmes. Dans un souci de simplification, le nom de collectif La Boussole est abandonné pour laisser place au collectif Din Records dont la composition est sensiblement la même que celle du collectif, exception faite au groupe Ness & Cité, dont les membres Proof et Salsa occupent des postes de producteur musicaux et de manager au sein du label.

## Biographie
Le collectif se compose de Ness & Cité, Bouchées Doubles (Tiers Mondes, Brav'), Médine, Samb, Koto, Enarce et Aboubakr. « La Boussole, car nous sommes tous orientés dans la même direction malgré nos personnalités différentes. Malgré nos différents styles le mot d’ordre c’est rap conscient. On est là pour faire passer un message, il y a des jeunes qui nous écoutent, ce message là il faut le passer au mieux pour nous améliorer nous même et ainsi  essayer d’améliorer l’image que les autres ont des jeunes des quartiers ou des musulmans », expliquent-ils.
La Boussole publie son premier album, On fait comme on a dit, en 1999. En 2002, ils publient leur deuxième album, intitulé Rappel, sur lequel participe notamment Disiz. La vie de leur label Din Records fait l'objet d'un documentaire auto-produit, Le prix de l'indépendance, sorti en 2003. 
En 2004, le label Din Records présente leur DVD Le prix de l'indépendance réalisé par Alexis Delahaye. La même année, Médine publie son album 11 septembre, récit du 11e jour, inspiré des attentats du 11 septembre 2001 et enchaîne sur le troisième album de La Boussole intitulé Le savoir est une arme. Ce dernier est publié le 1er décembre 2004.
Ils participent à la compilation Table d'écoute Vol.2 sortie en mars 2011.

## Membres
- Ness & Cité (Proof, Sals'A et Samb )
- Bouchées Doubles (Tiers-Monde et Brav')
- Médine
- Samb
- Enarce
- Koto
- Aboubakr

## Discographie
- 1999 : On fait comme on a dit

1. Dj Yahya - Intro (Yahia / Samba)
2. Razzia - Wallax Rien a Gratter (Razzia / Samba)
3. N.H - Box Office (Moodee - Global / Proof)
4. Bouchées Doubles - La Rue se fout de nous! (Pad - Ibrah / Proof)
5. Riposte Rimes - Le Temps S'presse (Specimen - Sia'k / Samba)
6. Enarce - Regrets (Enarce / Samba)
7. N.H - Supastaz (Moodee - Global / Samba)
8. Riposte Rimes - Un Traître parmi nous (Specimen -Sia'k / Samba)
9. Bouchées Doubles - Rêve de Gosse (Pad - Ibrahim / Samba) featuring Ness & Cité
10. Interlude
11. La Boussole - Hip Hop en Déclin (La Boussole / Proof)

- 2002 : Rappel

1. C'est tout c'qu'on a
2. À Venir
3. Racines (feat. Disiz la Peste)
4. Rappel
5. Muslim Group
6. Lumière Noire
7. Pénitence
8. Sambterlude
9. Intestables (feat. Ol Kainry)
10. Entrevue (feat. Dadoo)
11. Y a pas de cagoule (feat. Soprano [Psy4 de la rime])
12. Bordel Organisé (feat. K-Fear [La Brigade])
13. Apparences
14. Barillet
15. Ghetto Touch (feat. Warda [Meufia])
16. Sambterlude 2
17. A.N.R.A.
18. Second Souffle

- 2002 : Rappel part.2 (maxi en série limitée)

1. La Boussole - Rappel Part 2
2. Bouchées Doubles - A Fond
3. Ness et Cite - Bo De Vie (feat. Quinze)
4. La Boussole - Rappel Part 2 (instrumental)
5. Bouchées Doubles - A Fond (instrumental)

- 2004 : Le savoir est une arme

1. Intro (04:56)
2. Nous en veux pas (03:56)
3. Quand La musique S'arrête (03:57)
4. Le savoir est une arme (04:47)
5. Talion  (04:43)
6. Le son des miskines (04:08)
7. Les biftons (02:58)
8. Poudre aux yeux (04:40)
9. Les professeurs (05:25)
10. Convaincu (04:35)
11. Ma génération (04:46)
12. Zimzlarr (03:22)
13. Destins croisés (05:36)
14. Notre part de Jihad (04:06)
15. L'armurerie (05:16)

## Solos

### Médine
- 2004 : 11 septembre

1. Ground Zero
2. A l'encre de Médine
3. L'école de la Vie
4. Enfant du Destin (Sou Han)
5. Guantanamo
6. Ni violeurs, Ni terroristes feat. Aboubakr
7. La Tess (Sambterlude)
8. Enfant du Destin (David)
9. Ligne 11 feat. La Boussole
10. Salam feat. Ibrah des Bouchées Doubles
11. 1 minute de…
12. 11 septembre

- 2005 : Jihad, Le plus grand combat est contre soi-même

1. Premier Sang
2. Médine
3. Écoute
4. Enfant du destin (Petit cheval)
5. Ennemi D'État feat. Aboubakr
6. Besoin de Résolution
7. Combat de femme
8. Qui veut la paix… feat. Ness & Cité
9. Du panjshir à Harlem
10. Victory
11. Poussière de Guerre feat. Lino
12. Entre loups
13. Jihad

- 2006 : Table d'écoute

1. Table d'écoute
2. Soul rebel feat. Tiers monde
3. Lecture aléatoire
4. Machine à écrire feat. Aboubakr
5. 17 octobre
6. Hotmail
7. Reconstitution
8. Arabian Panthers 1
9. Jeune Vétéran

- 2008 : Don't panik tape : Discographie parallèledisc 1 :

1. Interpol
2. Don't panik
3. Interrogatoire
4. Independenza/Comportement violent
5. Un seul
6. Entre les lignes/Ma part de jihad
7. Al_jazeerap_ft_aboubakr
8. Corde_au_cou_ft_tiers_monde
9. Larme_pour_changer/Marianne_a_tout_prix
10. musique_archéologique
11. Interjection
12. sans_artifice_-_les_gens_comme_eux_-_asile_politique_-_torture_morale
13. Game over
14. La_récolte_-_fils_de_colonise_-_international
15. Tête froide
16. Le_mal_qu'on_a_fait_-_syndrome_de_Stockholm_-_la_rue_en_direct
17. Rappeur de force
18. Interlocuteur
19. La_colombe_-_ils_disent_-_personne_n'est_innocent
20. Les_contraires
21. Joe le taxi
22. Interminable

disc 2 :
Double discours (live)
Hotmail (live)
Lecture aléatoire (Bonus track)
- 2008 : Arabian Panther

1. Self Défense
2. Peplum
3. Portrait Chinois
4. R.E.R D
5. Don't Panik
6. A L'ombre Du Mal feat. Nneka
7. Pantherlude Ils Peuvent…
8. Enfant Du Destin (Kounta Kinté)
9. Panther Blues feat. Tiers Monde
10. Code Barbe
11. Camp Delta
12. Besoin De Révolution
13. Arabospiritual

### Samb
- 2005 : Rubicub

1. Intro
2. Rubicub
3. Wanted
4. Nostalgie
5. La feuille d'impôt (feat. Demon One)
6. C'est pour nous
7. Cauchemar
8. Lumière (feat. Médine)
9. Supersamb (épisode 1)
10. Houdou
11. Aïe, aïe, aïe
12. Les biftons

### Bouchées Doubles
- 2003 : Quand ruines et rimes s'rallient

1. Lis nos cœurs
2. Quand ruines et rimes s'allient
3. Sol pleureur
4. One on One
5. A Fond

- 2004 : Matière Grise

1. Intro
2. À l'origine
3. On y revient
4. Matière grise
5. Le poids des mots (avec Sals'a)
6. Mon combat
7. Micro trottoir (feat. psy4)
8. 24
9. Frères (avec Médine)
10. On dit quoi?
11. Lis nos cœurs

- 2006 : Apartheid

1. J'annonce la couleur
2. Contraste
3. Tous les chemins mènent au cimetière
4. Viens
5. Négatif
6. Nuit Blanche
7. En ton nom
8. Fier (feat. Éric Legrand, voix française de Vegeta) (Dragon Ball Z))
9. Compagnons de cellules
10. A t'entendre
11. Jeu de Dames
12. Força
13. Lire entre les Lignes (avec Médine)
14. Apartheid